# Acmaeodera bodoani
Acmaeodera bodoani es una especie de escarabajo del género Acmaeodera, familia Buprestidae. Fue descrita científicamente por Kerremans en 1911.
Esta especie se encuentra en el continente asiático.